# Seissaari
Seissaari är en ö i Finland. Den ligger i sjön Haukivesi och i kommunen Nyslott i  landskapet Södra Savolax, i den sydöstra delen av landet, 280 km nordost om huvudstaden Helsingfors. Öns area är 2,2 hektar och dess största längd är 240 meter i sydöst-nordvästlig riktning.